# Arterie segmentali del rene
Le arterie segmentali sono rami delle arterie renali. Si tratta di arterie terminali, ovvero non formano anastomosi con altri rami arteriosi.
L'arteria renale, giunta all'ilo del rene, si divide nelle cinque arterie segmentali, una per ciascun segmento del rene:
- superiore
- inferiore
- anteriore superiore
- anteriore inferiore
- posteriore

Le arterie segmentali si dividono in due o tre arterie interlobari prima di penetrare profondamente nella midollare renale.